# Коваленко Віктор Васильович
Ковале́нко Віктор Васи́льович (нар. 24 серпня 1971 р., м. Кривий Ріг, Дніпропетровська область) — український журналіст.

## Освіта
1989—1994 — Інститут журналістики Київського національного університету імені Тараса Шевченка

## Журналістська діяльність
- Роботу в журналістиці почав у 1994 р. як політоглядач інформагентства «Укрінформ».
- В тележурналістику прийшов у 1995 р., як кореспондент програми «Післямова» Олександра Ткаченка.
- З 1997 по 2000 рік разом з командою «Післямови» був запрошений на телеканал «1+1» до «Телевізійної служби новин» (ТСН), де працював спецкором і випусковим редактором.
- З 2000 по 2004 рік був ведучим новин «Репортер» на «Новому каналі».
- З 2004 по 2005 рік був першим заступником головного редактора і керівником новин радіо «Ера ФМ». На цей час припали вибори Президента України 2004 р. і Помаранчева революція. Новини «Ера ФМ» в ті часи були другим за важливістю джерелом достовірних новин після «5 каналу».
- З 2007 по 2008 рік був ведучим і редактором криворізької телерадіокомпанії «Рудана».
- З 2011 по 2012 рік був волонтером-продюсером укр. версії американського телеканалу «EWTN».
- З 2015 по 2016 рік був редактором програми «Репортажі і розслідування» на телеканалі «Еспресо».

## Діяльність у сфері зв'язків з громадськістю
- 2014—2015 — як мобілізований офіцер 40-го омпб ЗСУ написав серію статей «Дебальцевський щоденник»[1] (перекладено англійською[2]) про оборону дебальцевського плацдарму в січні-лютому 2015 р.

## Публікації, відео, аудіо
- Інтерв'ю газеті «Вашингтон пост»[3] про вихід укр. військ з Дебальцевого (18.02.2015)
- Інтерв'ю газеті «Файненшл таймс»[4] про вихід укр. військ з Дебальцевого (17.02.2015)
- Інтерв'ю про свободу слова в Україні для міжнародного радіо «PCJ Media» [Архівовано 22 Травня 2011 у Wayback Machine.] англійською мовою (25.12.2010). Аудіофайл [Архівовано 24 Вересня 2015 у Wayback Machine.]
- Стаття [Архівовано 25 Грудня 2007 у Wayback Machine.] для газети «День» про візит прем'єра Віктора Ющенка до США «Американський дебют майбутнього публічного політика» (13.05.2000)